# Cristianismo en el siglo I

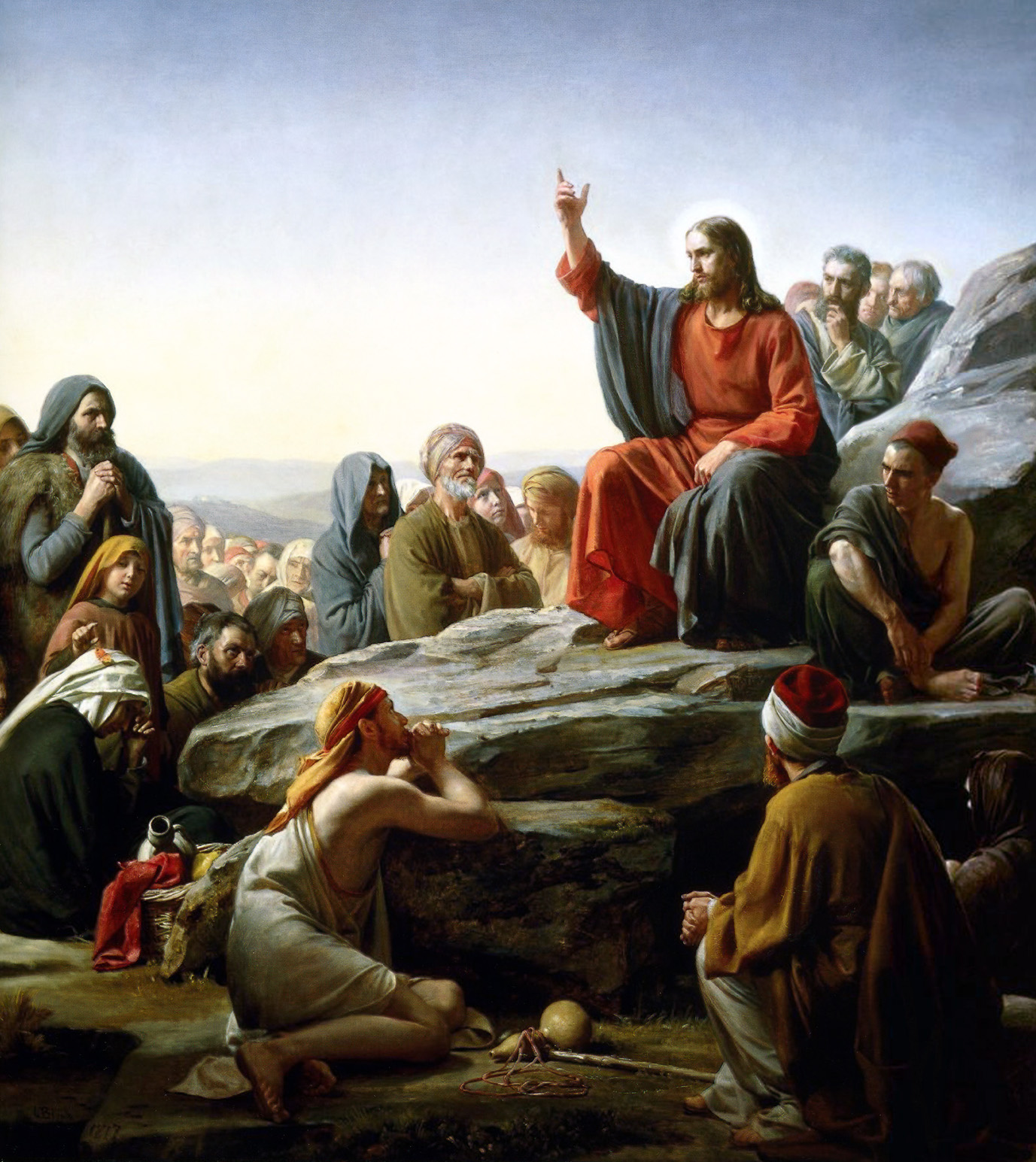
El Sermón de la Montaña, de Carl Bloch (1877).

El cristianismo en el siglo I abarca la historia del cristianismo desde el comienzo del ministerio de Jesús (c. 27-29 d. C.) hasta la que se considera tradicionalmente como fecha de muerte del último de los Apóstoles (c. 100). Por esto último, también se conoce a esta época como período apostólico.
El cristianismo primitivo se desarrolló a partir del ministerio de Jesús. Después de su muerte, sus primeros seguidores formaron una secta judía mesiánica apocalíptica (judeocristianos) durante el período del Segundo Templo tardío. La creencia inicial de que la resurrección de Jesús era el comienzo del tiempo del fin, pronto evolucionó a la segunda venida de Jesús (parusía) y el comienzo del «Reino de Dios» en un momento posterior.
Pablo de Tarso, un judío piadoso que había perseguido a los primeros cristianos, se convirtió c. 33-36 y comenzó a hacer proselitismo entre los gentiles (los no judíos). Según Pablo, a los conversos gentiles se les podría permitir la exención de la mayoría de los mandamientos judíos, argumentando que todos están justificados por la fe en Jesús. Esto fue parte de una separación gradual del cristianismo primitivo y el judaísmo, ya que el cristianismo se convertiría en una religión distinta cuyos miembros eran predominantemente gentiles.
Jerusalén tenía una comunidad primitiva de seguidores de Jesús, dirigida por Jacobo el Justo, Pedro y Juan. Según el libro de los Hechos de los Apóstoles (Hechos 11:26), Antioquía fue donde los seguidores fueron llamados «cristianos» por primera vez. Predicadores como Pablo de Tarso difundieron el mensaje del Evangelio alrededor del mundo clásico y fundaron los primeros centros del cristianismo. Según la tradición cristiana, el último de los Doce Apóstoles en morir fue Juan, hacia el año 100.

## Etimología
Los primeros seguidores de Jesús no se referían a sí mismos como cristianos sino como «El Camino» (ἡ ὁδός), nombre quizás tomado de Isaías 40:3, «Preparad camino a YHWH». Los otros judíos los llamaron «nazarenos» (Hechos 24:5). Según Hechos 11:26, el término «cristiano" (Χριστιανός), que significa «seguidores de Cristo», se utilizó por primera vez en referencia a los discípulos de Jesús en la ciudad de Antioquía por los habitantes no judíos de esa ciudad. El primer uso registrado del término «cristianismo» (Χριστιανισμός) fue por Ignacio de Antioquía, alrededor del año 100 d. C.

## Orígenes del cristianismo
El cristianismo «surgió como una secta del judaísmo en la Palestina romana» en el mundo helenístico sincretista del siglo I d. C., dominado por la ley romana y la cultura griega. La cultura helenística tuvo un profundo impacto en las costumbres y prácticas de los judíos, tanto en la Judea romana como en la diáspora. Las incursiones en el judaísmo dieron lugar al judaísmo helenístico en la diáspora judía que buscó establecer una tradición religiosa hebraico-judía dentro de la cultura y el lenguaje del helenismo. El judaísmo helenístico se extendió al Egipto ptolemaico desde el siglo III a. C., y se convirtió en una notable religio licita después de la conquista romana de Grecia, Anatolia, Siria, Judea y Egipto.
A principios del siglo I d. C. existían muchas sectas judías en competencia en Tierra Santa, y las que se convirtieron en el judaísmo rabínico y el cristianismo proto-ortodoxo fueron solo dos de ellas. Las escuelas filosóficas incluían fariseos, saduceos y zelotes, pero también otras sectas menos influyentes, incluyendo a los esenios. Los siglos I a. C. y I d. C. vieron un creciente número de líderes religiosos carismáticos que contribuyeron a lo que se convertiría en la Mishná del judaísmo rabínico; y el ministerio de Jesús, que conduciría al surgimiento de la primera comunidad judeocristiana.
Una preocupación central en el judaísmo del siglo I fue el pacto con Dios y el estado de los judíos como el pueblo elegido de Dios. Muchos judíos creían que este pacto se renovaría con la venida del Mesías. Los judíos creían que la Ley fue dada por Dios para guiarlos en su adoración al Señor y en sus interacciones entre ellos, «el mayor regalo que Dios le había dado a su pueblo».
El concepto del Mesías judío tiene su raíz en la literatura apocalíptica del siglo II–I a. C., que promete un futuro líder o rey de la línea davídica que sería ungido con aceite sagrado y gobernaría al pueblo judío durante la era mesiánica y el mundo venidero. El Mesías a menudo es llamado como «Rey Mesías» (hebreo: מלך משיח, romanizado: melej mashiaj) o malka meshiḥa en arameo.

## Jesús de Nazaret

Judea y Galilea en la época de Jesús (Yeshúa en hebreo).

Hacia el año 30 d. C., en tiempos del emperador romano Tiberio, Jesús de Nazaret (Yeshúa en arameo y en hebreo) fue ajusticiado en Jerusalén, la ciudad sagrada del judaísmo, por orden del prefecto de la provincia romana de Judea Poncio Pilato, a partir de una denuncia presentada por los sacerdotes saduceos que gobernaban el Templo. Fue ejecutado mediante el infamante procedimiento de la crucifixión reservado en el derecho romano a los rebeldes, a los alteradores del orden público y a los bandidos (que no tenían la ciudadanía romana). Durante el año anterior —o los tres años anteriores— Jesús había recorrido Galilea anunciando la inminente llegada del «reino de Dios» y algunos de sus seguidores —un reducido grupo de gente humilde de Galilea, en el que también había mujeres y que estaba encabezado por «los doce», que serían llamados los apóstoles y cuya identidad exacta no se conoce ya que las listas que proporcionan los Evangelios y los Hechos de los Apóstoles no coinciden [Mc 16:19; Mt 10:20-26; Lc 6:14-16; Hechos 1:13]— lo consideraban el Mesías (el 'ungido'; en hebreo mashíaj), aunque él nunca se presentó como tal.
Las fuentes cristianas sobre Jesús, como los cuatro Evangelios canónicos, las epístolas paulinas y los apócrifos del Nuevo Testamento, incluyen historias detalladas sobre Jesús, pero los estudiosos difieren en la historicidad de episodios específicos descritos en los relatos bíblicos. Los únicos dos eventos sujetos al «asentimiento casi universal» son que Jesús fue bautizado por Juan el Bautista y fue crucificado por orden del prefecto romano Poncio Pilato.
Las fuentes no cristianas que se utilizan para estudiar y establecer la historicidad de Jesús incluyen fuentes judías como Josefo y fuentes romanas como Tácito. Estas fuentes se comparan con fuentes cristianas como las epístolas paulinas y los evangelios sinópticos. Estos documentos suelen ser independientes entre sí (por ejemplo, las fuentes judías no se basan en fuentes romanas), y las similitudes y diferencias entre ellas se utilizan en el proceso de autenticación.
Según el teólogo católico Juan Antonio Estrada, «el propósito de Jesús no era fundar una iglesia separada» sino que «pretendía renovar a Israel con el anuncio de la llegada cercana de Dios... Jesús y sus discípulos esperaban la pronta llegada de ese reinado de Dios. Es decir, defendían una "escatología" cercana. [...] Por eso, no había gran interés por organizar el grupo y prepararlo para la misión. Se esperaba a Dios y a su reino, y se ponía el acento en la conversión de las personas... En ese marco, tampoco había interés por las misiones fuera de Israel ni intencionalidad alguna de constituirse en una religión aparte del judaísmo... La comunidad cristiana era un camino dentro del judaísmo y fue llamada secta de los nazarenos». Tras la muerte de Jesús (y la asunción de la creencia en que había resucitado y vuelto junto al Padre), «la proclamación del reino de Dios fue desplazada por el anuncio de la llegada del "reino de Cristo"... La parusía del Crucificado, la segunda venida del Cristo triunfante, desbancó la esperanza primera de un reinado de Dios sobre Israel y desde ahí sobre toda la humanidad», ha afirmado también Juan Antonio Estrada. 

## La primera comunidad: los judeocristianos de Jerusalén
La primera comunidad de seguidores de Jesús tras su muerte se formó en Jerusalén. Han sido denominados judeocristianos porque siguieron cumpliendo los preceptos de la Ley judaica (el sabbat, la circuncisión, las reglas alimenticias khóser, etc.) y frecuentando el Templo. En este sentido eran una secta judía, que solo se diferenciaba de las demás en que reconocían a Jesús como El Mesías. Su cohesión se vio reforzada con la llegada a Jerusalén de Santiago, «el hermano del Señor», que pronto se convirtió en su líder, junto con los apóstoles Simón Pedro, Santiago y Juan. A esta comunidad se unieron judíos de otros lugares, e incluso de fuera de Judea, que solían acudir en peregrinación a Jerusalén y que decidieron quedarse. Estos «helenistas», como se los denomina en los Hechos de los Apóstoles, se reunían por separado de los «hebreos» porque su lengua no era el arameo sino el griego. Las relaciones entre ambos grupos no estuvieron exentas de conflictos, como el causado por la queja de los «helenistas» de que sus viudas no recibían el alimento diario que les correspondía. Sin embargo, coincidían en su creencia en la «parusía», la inminente llegada del reino de Dios y a causa de ello muchos de ellos abandonaron su vida habitual, sus familias y sus trabajos, y compartieron sus bienes. Pronto quedaron arruinados y solo consiguieron sobrevivir gracias a las ayudas de otras comunidades de seguidores de Jesús.
Mucho más conflictivas fueron las relaciones de los «helenistas» con las autoridades religiosas judías a causa de sus incumplimientos y críticas de la Ley. De hecho su figura más destacada, Esteban, fue víctima de un linchamiento popular y muerto a pedradas, es decir, por lapidación que era una de las formas judías, no romanas, de ejecución. Algunos autores han propuesto que los judíos que ejecutaron a Esteban eran los seguidores de Santiago, es decir, los «hebreos» de los Hechos. Después muchos «helenistas» abandonaron Jerusalén. Algunos se marcharon a a Antioquía  y otros a Samaria, que por tanto habría sido el primer territorio fuera de Judea en acoger a predicadores «cristianos».
Más tarde los «hebreos» también fueron objeto de persecución por las autoridades religiosas judías. En 62 el sumo sacerdote Ananías ben Ananías, a pesar de la opinión en contra del Sanedrín en el que tenían mayoría los fariseos, condenó a Santiago y a algunos otros «por transgresión de la Ley» a muerte por lapidación. Finalmente Ananías sería destituido tras las protestas de «los más escrupulosos cumplidores de la Ley», según relató Flavio Josefo. La comunidad judeocristiana de Jerusalén desaparecería después tras la derrota de la Gran revuelta judía de 66-70 que también supuso el fin de la teocracia judía y la destrucción del Templo, y que dio paso al judaísmo rabínico. Los judeocristianos no participaron en la revuelta. Según la tradición cristiana, se refugiaron en Pella. Y acabaron dividiéndose en dos grupos: los ebionitas y los nazarenos.
El fin de la comunidad judeocristiana de Jerusalén dejó «el campo abierto al predominio del cristianismo helenístico y paulinista cada vez más alejado de la ortodoxia judía y mas preocupado por la expansión entre los gentiles [lo no judíos] que por sus raíces en Israel», ha señalado Jesús Mosterín. Una valoración que es compartida por Ramón Teja: «Esta desaparición de la escena de los judeo-cristianos y la profunda confusión que causaron los acontecimientos subsiguientes a la represión romana, que muchos cristianos esperaban que fuera el inicio de la Parusía anunciada por Jesús, dejó la vía libre para la expresión y consolidación de las corrientes cristianas más influidas por el helenismo, la preconizada por Pablo entre ellas». De esta forma se produjo la definitiva separación del cristianismo primitivo y el judaísmo rabínico. El teólogo Juan Antonio Estrada ha destacado, por su parte, otro efecto: la «superación del templo, en favor de la comunidad». «La comunidad se veía como nuevo lugar de la presencia de Dios... [como] la alternativa al templo destruido».

## El cristianismo entre los no judíos: el cristianismo paulino
Tras la lapidación de Esteban algunos de los «helenistas» que abandonaron Jerusalén emigraron a la vecina provincia romana de Siria en cuyas ciudades más importantes, como Antioquía, la capital, y Damasco, existían comunidades judías de la diáspora casi totalmente helenizadas. Allí consiguieron formar grupos de seguidores de Jesús, al que reconocieron como 'el ungido' (mashíaj en arameo) que en griego tradujeron como kristós (Cristo) por lo que pasaron a llamarse «cristianos» (según los Hechos de los Apóstoles fue en Antioquía donde se usó este término por primera vez). En el seno de estas nuevas comunidades —cuyos miembros no habían tenido ningún contacto directo con Jesús— se produjo su glorificación definitiva como Mesías al fraguarse la creencia en su milagrosa resurrección corroborada por la «evidencia» de la tumba vacía.
A las comunidades cristianas no solo se sumaron personas de ascendencia judía sino también antiguos «gentiles» (es decir, no judíos) que se habían convertido al judaísmo aceptando todas sus normas, incluida la circuncisión, por lo que eran conocidos como prosélitos (prosélytos); así como los llamados «temerosos de Dios» (en griego phoboúmenoi, y en latín metuentes) que asistían a la sinagoga pero no eran considerados legalmente judíos porque no estaban circuncidados ni aceptaban todas las reglas de conducta establecidas por la Ley de Moisés como la observancia estricta del sabbat.
La figura más destacada de los «helenistas» era Pablo de Tarso, un fervoroso judío de la diáspora que se había convertido al cristianismo tras experimentar una revelación cuando se dirigía a Damasco y cuya lengua era el griego —según los Hechos antes de convertirse había presenciado la lapidación de Esteban—. Tras su conversión desplegó una intensa labor de difusión del cristianismo por Siria, Asia Menor, Macedonia y Grecia. Aunque no fue discípulo directo de Jesús, por lo que no formaba parte de «los doce» apóstoles (del griego apóstolos, 'emisario', 'comisionado'), se autoproclamó «apóstol de los gentiles» y viajó a Jerusalén, donde conoció a Santiago, «el hermano del Señor», y a Simón Pedro.

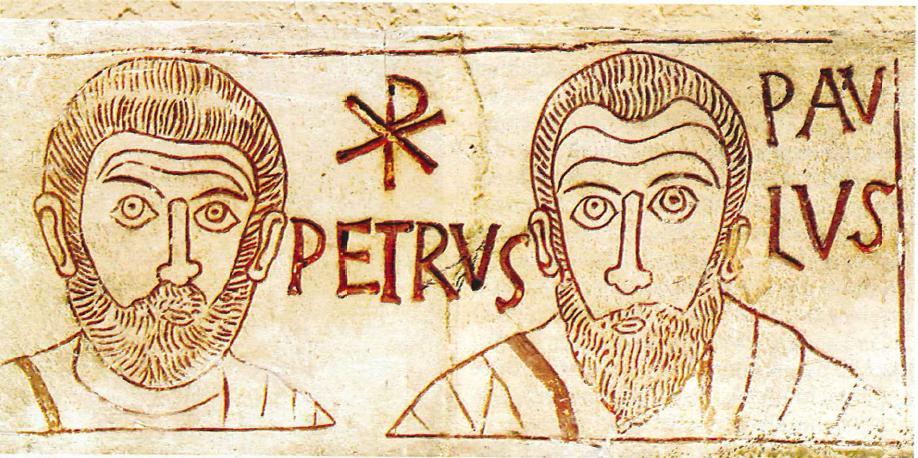
Pedro y Pablo, representados en un grabado del con sus nombres en latín y el crismón.

En Jerusalén defendió la admisión en el seno de las comunidades cristianas de los «temerosos de Dios», gentiles que asistían a la sinagoga sin estar circuncidados, a lo que se oponían los judeocristianos jerosolimitanos. El encuentro mantenido hacia el año 49, en el que el tema central fue la controversia de la circuncisión, fue conocido como el anacrónico nombre de «Concilio de Jerusalén». Se alcanzó un compromiso (los no circuncidados podían formar parte de las comunidades cristianas si se comprometían a cumplir algunas normas establecidas en la Ley), pero poco después Pablo acusaría a Simón Pedro de no ser congruente con lo acordado durante una visita que hizo éste a Antioquía. Pablo le dijo, según relató él mismo en la Epístola a los Gálatas (escrita hacia el año 56):

Nosotros éramos judíos de nacimiento, no como esos paganos pecadores, pero comprendimos que ningún hombre es rehabilitado por observar la Ley, sino por la fe en Jesús el Mesías. Por eso también nosotros hemos creído en Jesús el Cristo, para ser rehabilitados por la fe en el mesías y no por la observancia de la ley. (Gálatas 2:1-16)

Al eliminar como requisito para formar parte de las comunidades cristianas la circuncisión y otros preceptos de la Ley judía el cristianismo se abrió a los no judíos, al mismo tiempo que «la figura de Jesús nazareno iba siendo sustituida por la del Cristo redentor universal», ha afirmado Jesús Mosterín. «Como cristianos da lo mismo estar circuncidados o no estarlo; lo que vale es una fe que se traduce en caridad», escribió Pablo en la epístola a los gálatas (Gálatas 5:2-6). En sus cartas Pablo anuncia que «la antigua ley judía había quedado superada por la fe [pístis] en Cristo. Jesús ya no era un santón rebelde ni un rabino con opiniones interesantes. Jesús era el Cristo, el protagonista divino del drama cósmico de la salvación universal. [...] Pablo llevó a cabo la transmutación del mesías liberador de los judíos en el Cristo redentor universal... del presunto pecado hereditario de toda la humanidad». Y en esa «transmutación» el dogma central lo constituía la creencia en la resurrección de Jesús, cuyo testimonio más antiguo son precisamente las cartas de Pablo escritas antes que los Evangelios.
Según Larry Hurtado, «Pablo vio la resurrección de Jesús como el comienzo del tiempo escatológico predicho por los profetas bíblicos en los que las naciones paganas [gentiles] se apartarían de sus ídolos y abrazarían al único Dios verdadero de Israel (por ejemplo, Zacarías 8:20–23), y Pablo se vio a sí mismo como llamado especialmente por Dios para declarar la aceptación escatológica de Dios de los gentiles y convocarlos para que se vuelvan a Dios». Según Krister Stendahl, la principal preocupación de los escritos de Pablo sobre el papel de Jesús y la salvación por la fe no es la conciencia individual de los pecadores humanos y sus dudas acerca de ser elegidos por Dios o no, sino el problema de la inclusión de la observadores de la Torá gentiles (griegos) dentro del pacto de Dios.
Pablo se opuso fuertemente a la insistencia en guardar todos los mandamientos judíos, considerándolo una gran amenaza a su doctrina de salvación a través de la fe en Cristo. Según Paula Fredriksen, la oposición de Pablo a la circuncisión masculina para los gentiles está en línea con las predicciones del Antiguo Testamento de que «en los últimos días las naciones gentiles vendrían al Dios de Israel, como gentiles (por ejemplo, Zacarías 8:20–23), no como prosélitos a Israel». Para Pablo, la circuncisión masculina gentil era, por lo tanto, una afrenta a las intenciones de Dios. Según Larry Hurtado, «Pablo se vio a sí mismo como lo que Munck llamó una figura histórica de salvación por derecho propio», quien fue «personalmente y singularmente llamado por Dios para lograr la asamblea predicha (la ‹plenitud›) de las naciones (Romanos 11:25)».
Para Pablo, la muerte y resurrección de Jesús resolvió el problema de la exclusión de los gentiles del pacto de Dios, ya que los fieles son redimidos por la participación en la muerte y resurrección de Jesús. En la iglesia de Jerusalén, de la cual Pablo recibió el credo de 1 Corintios 15:1–7, la frase «murió por nuestros pecados» probablemente fue un razonamiento apologético de la muerte de Jesús como parte del plan y propósito de Dios, como se evidencia en las Escrituras. Para Pablo, adquirió un significado más profundo, proporcionando «una base para la salvación de los gentiles pecadores además de la Torá». Según E. P. Sanders, Pablo argumentó que «los que son bautizados en Cristo son bautizados en su muerte, y así escapan del poder del pecado [...] que él murió para que los creyentes puedan morir con él y, en consecuencia, vivir con él». Por esta participación en la muerte y resurrección de Cristo, «uno recibe perdón por las ofensas pasadas, se libera de los poderes del pecado y recibe el Espíritu». Pablo insiste en que la salvación es recibida por la gracia de Dios; según Sanders, esta insistencia está en línea con el judaísmo del Segundo Templo (c. 200 a. C.–200 d. C.), que vio el pacto de Dios con Israel como un acto de gracia de Dios. La observancia de la Ley es necesaria para mantener el pacto, pero el pacto no se gana al observar la Ley, sino por la gracia de Dios.

### ¿Fue Pablo el verdadero fundador del cristianismo?
Diferentes estudiosos han defendido la tesis de que el verdadero fundador del cristianismo no fue Jesús de Nazaret sino Pablo. El filósofo e historiador de las ideas Jesús Mosterín afirma que «varias importantes tesis del cristianismo son inventos paulinos, como la resurrección de Jesús, el pecado hereditario y la redención de toda la humanidad por la muerte expiatoria de Cristo». Además, «fue Pablo el que introdujo la noción de la eucaristía como repetición del sacrificio expiatorio de Cristo». Y también la de la encarnación, de que Cristo era Dios Hijo hecho hombre, una idea que a Jesús y a sus discípulos directos, según Mosterín, le «habría parecido una blasfemia». Tras referirse a Adolf von Harnack y a otros «expertos actuales» que han considerado que «la imagen paulina de Cristo tenía poco que ver con el Jesús histórico», Mosterín concluye que «no es a Jesús sino a Pablo a quien se deben las creencias centrales de la teología cristiana. En este sentido, puede decirse que Pablo fue el auténtico fundador del cristianismo».
Al parecer uno de los primeros estudiosos en plantear esta tesis fue el teólogo luterano alemán William Wrede quien en un libro sobre Pablo publicado en 1904 lo consideró el «segundo fundador del cristianismo». Según José Miguel García, «Wrede considera que Pablo, aunque tenga una base común con Jesús, es esencialmente un fenómeno nuevo; mientras que Jesús se halla dentro del judaísmo, Pablo, por su pertenencia al mundo helenístico, introduce un cambio radical en el cristianismo. En concreto, Pablo incorpora una imagen nueva de Jesús, diferente del que fue históricamente: lo convierte en un ser trascendente, preexistente, divino. Por eso, Pablo puede ser considerado el segundo fundador del cristianismo; y dado que esta concepción cristológica fue la que se impuso con el tiempo, se podría denominarle como el verdadero generador de la fe cristiana».
Por el contrario, el sacerdote y teólogo católico José Miguel García sostiene que «la concepción de Jesús como ser preexistente y divino» no fue una invención de Pablo ya que se formó en la comunidad de Jerusalén en los cuatro o cinco años que siguieron a la muerte de Jesús (los «acontecimientos pascuales»), antes, pues, de la conversión de Pablo. «Toda la reflexión de la comunidad cristiana de Jerusalén consistió en tomar conciencia de las consecuencias de las pretensiones divinas que manifestó Jesús durante su vida terrena y del acontecimiento extraordinario de su resurrección. De hecho, la investigación exegética ha puesto en evidencia el carácter arameo y tradicional de las fórmulas y confesiones de fe que encontramos en las cartas de Pablo: lo que él transmite lo ha recibido como traición (1Cor 15:3). [...] Todos estos datos indican a Jesús de Nazaret como verdadero fundador del cristianismo y a Jerusalén como lugar en que se formuló por primera vez la cristología».
El historiador Ramón Teja no se pronuncia sobre si Pablo fue el verdadero fundador del cristianismo, pero señala que «la figura de Pablo reviste una importancia histórica decisiva, más que por su gran actividad misionera, que no debió diferir mucho de la de otros discípulos, porque defendió una interpretación de la figura y de la muerte de Jesús que sería la que en líneas generales terminaría por imponerse». Una posición similar mantiene el también historiador Jesús María Nieto Ibáñez: «Jesús es el punto de partida, ya que sin él no habría existido el cristianismo, pero es la reflexión y reinterpretación del propia judaísmo iniciada por Jesús lo que da inicio a esa nueva religión, si bien los intérpretes serán sus seguidores, no él mismo, es decir los apóstoles y discípulos, en especial Pablo de Tarso. [...] La importancia histórica del apóstol de los gentiles reposa precisamente en que su interpretación de la figura y muerte de Jesús será la que acabará por imponerse en el cristianismo».
El historiador Miguel Pérez Fernández, por su parte, se limita a exponer la cuestión «hoy discutida apasionadamente»: «Pablo es considerado por muchos el autor del mito de Jesús: suele decirse que Pablo transformó al predicador en predicado y cambió el mensaje del reino de Dios que Jesús predicó por la cristología y la eclesiología. Esta cuestión es hoy discutida apasionadamente, pues para muchos, en la Iglesia confesional, Pablo sigue siendo el mejor intérprete de Jesús, quien mejor ha "visto" a Jesús. El tema es teológico...».

## Los Evangelios
Hasta el aplastamiento por los romanos de la Gran revuelta judía de 66-70, los cristianos, considerados como una secta judía más, vivían bajo la protección legal de la institución de la sinagoga, lo que les otorgaba ciertos privilegios legales como el poderse reunir libremente, un derecho reconocido en la Lex Iulia de collegiis. Durante ese tiempo los cristianos aceptaron la Tanaj (o Biblia judía) como su libro sagrado, ya fuera en su versión hebrea o en la traducción griega (Septuaginta). La situación cambió tras el Sitio de Jerusalén del año 70. El Segundo Templo de Jerusalén fue destruido, se puso fin a la teocracia hebrea y los judíos perdieron todos sus privilegios legales. También desapareció la comunidad judeocristiana de Jerusalén, produciéndose a partir de entonces la separación definitiva del cristianismo del tronco judío.

Esquema que representa la formación de los evangelios sinópticos. Al final del esquema se sintetiza una de las teorías más reconocidas que buscó explicar dicha formación: la teoría de las dos fuentes. La misma supuso que los evangelios sinópticos eran el resultado de dos documentos o fuentes comunes: el Evangelio de Marcos y una colección de dichos y breves discursos de Jesús conocidos como la fuente Q.

Las comunidades cristianas antes del año 70 no se platearon escribir ningún libro, pero lo que sí hicieron fue intercambiar cartas entre ellas. La mayoría no se han conservado porque estaban escritas en papiro (un material que se degrada fácilmente por efecto de la humedad), salvo las que fueron copiadas una y otra vez, como ocurrió con las epístolas paulinas, que son los escritos cristianos más antiguos conocidos (las atribuidas sin ninguna duda a Pablo fueron redactadas entre el año 50 y el 62). Después del año 70, conforme el cristianismo se desgajaba del judaísmo, pareció necesario recopilar por escrito las tradiciones orales que circulaban entre las comunidades cristianas sobre la vida y la predicación de Jesús. En el siglo II los cristianos llamaron a estos escritos Evangelios porque transmitían la «buena noticia» (del griego evangélion, la 'buena noticia', la 'buena nueva') de la promesa de salvación para todos los humanos.
Aunque se escribieron muchos más (al parecer unos cien, pero casi todos se han perdido), el canon cristiano sólo admitió cuatro: el evangelio de Marcos (escrito poco después del año 70), el evangelio de Mateo y el evangelio de Lucas (ambos escritos entre los años 80 y 90; incorporan gran parte del texto de Marcos, sobre todo el de Mateo), y el evangelio de Juan (escrito hacia el año 100). Fueron escritos en griego y no se sabe nada de sus autores. Los tres primeros (los de Marcos, Mateo y Lucas) constituyen los llamados evangelios sinópticos, por las grandes similitudes que presentan entre ellos («se repiten con frecuencia los mismos textos en el mismo orden»). El evangelio de Marcos «ve a Jesús como Mesías y como Hijo de Dios»; el de Mateo, «el más judío de los evangelios», añade que es hijo de David; y en el de Lucas, «el predicador ya se ha convertido en predicado»: Jesús es el Cristo.
El Evangelio de Juan presenta notables diferencias con los sinópticos. «Es mucho más abstracto, simbólico y teológico en su formulación y contenido que los otros. Estos rasgos son especialmente acusados en el prólogo [Juan 1:1-5] y el epílogo, que delatan la obvia influencia gnóstica temprana y la del pensador judío helenizado Filón de Alejandría, manifestada en la personalización del Logos o palabra de Dios... lo que sería uno de los puntos de partida de la posterior especulación trinitaria. Aquí se expresa por primera vez en la literatura cristiana conservada la idea de que Jesús el Cristo es Dios y que ya existía desde toda la eternidad, antes de encarnarse y nacer», ha señalado Jesús Mosterín. También Miguel Pérez Fernández ha destacado que «es el [evangelio] que presenta una cristología más desarrollada: Jesús es el Hijo de Dios, uno con el Padre, preexistente, por quien todo fue hecho, enviado por el Padre a los suyos, que no le recibieron, y vuelto a su Padre por la exaltación gloriosa para preparar un lugar a los que le sigan».
Según Jesús Mosterín, «los evangelios no son textos unitarios, sino escritos de aluvión, en los que se superponen diversos estratos procedentes de fuentes y fechas diferentes. Por ejemplo, en la presentación de Jesús y en la narración de su nacimiento , se aprecian claramente textos procedentes de cuatro estadios sucesivos de elaboración: 1) Jesús (Yeshúa) como humilde santón o profeta galileo, procedente de una familia pobre judía piadosa e inconformista; 2) Jesús (Yeshuá) como elevado al final de su vida a la categoría de mesías israelita, descendiente del rey David; 3) Jesús (el Cristo) como hijo de Dios, nacido milagrosamente de una virgen, sin padre humano; 4) Jesús (el Cristo), divinizado, Dios desde el principio, en el prólogo del evangelio de Juan».
Quizás el primer canon cristiano es la Lista de Bryennios, fechada alrededor de 100, que fue encontrada por Philotheos Bryennios en el Codex Hierosolymitanus. La lista está escrita en griego koiné, arameo y hebreo. En el siglo II, Melitón de Sardis denominó a las escrituras judías como el «Antiguo Testamento» y también especificó un canon temprano.

## La propagación inicial del cristianismo
La propagación inicial del cristianismo fuera de Palestina se produjo entre las comunidades judías de la diáspora muy extendidas en las ciudades de la mitad oriental del Imperio romano, como Antioquía, Éfeso, Alejandría, Corinto, Tesalónica, etc. De ahí que sea en ellas donde se constituyan las primeras comunidades cristianas. Los principales difusores del mensaje de Jesús son los apóstoles, en cumplimiento del que la tradición cristiana denomina el «Mandato apostólico universal» y entre los que destaca Pablo (como lo atestiguan sus cartas), pero también los «profetas» que afirman haber conocido a Jesús o a sus discípulos directos.
La difusión del cristianismo se vio facilitada por la pax romana, que permitió viajar de forma segura de un lugar a otro por mar y por tierra, y por la existencia de una lengua común, el griego helenístico o koiné (aunque también se utilizaron las lenguas propias de cada territorio: el arameo y el siriaco para la Siria interior y Mesopotamia; el copto para Egipto). Asimismo se extendió, aunque en menor medida, por las ciudades de la mitad occidental del Imperio, incluida la capital Roma. En esta parte del Imperio también se utilizó el griego para difundir el mensaje cristiano —el latín solo se impondrá en Occidente a lo largo del siglo III—. Sin embargo, el cristianismo apenas se difundió por las zonas rurales, de ahí que los cristianos llamaran a los no cristianos «paganos» (en latín pagani, campesinos o aldeanos, de pagus, aldea).
Como ha destacado José Fernández Ubiña, «el cristianismo se difundió desde un principio, incluso entre muchos judíos, arropado por la cultura clásica grecoromana», pero «algunos cristianos se mantuvieron durante siglos muy cercanos a los preceptos del judaísmo y consideraron su fe incompatible con las formas de vida y la sabiduría clásica, mientras que otros, por el contrario, renegaron de sus raíces hebreas y acomodaron sus concepciones religiosas y éticas a los principios de la filosofía. Entre unos y otros, los matices son innumerables. Por eso, más que hablar de cristianismo en singular, convendría hacerlo de cristianismos en plural».

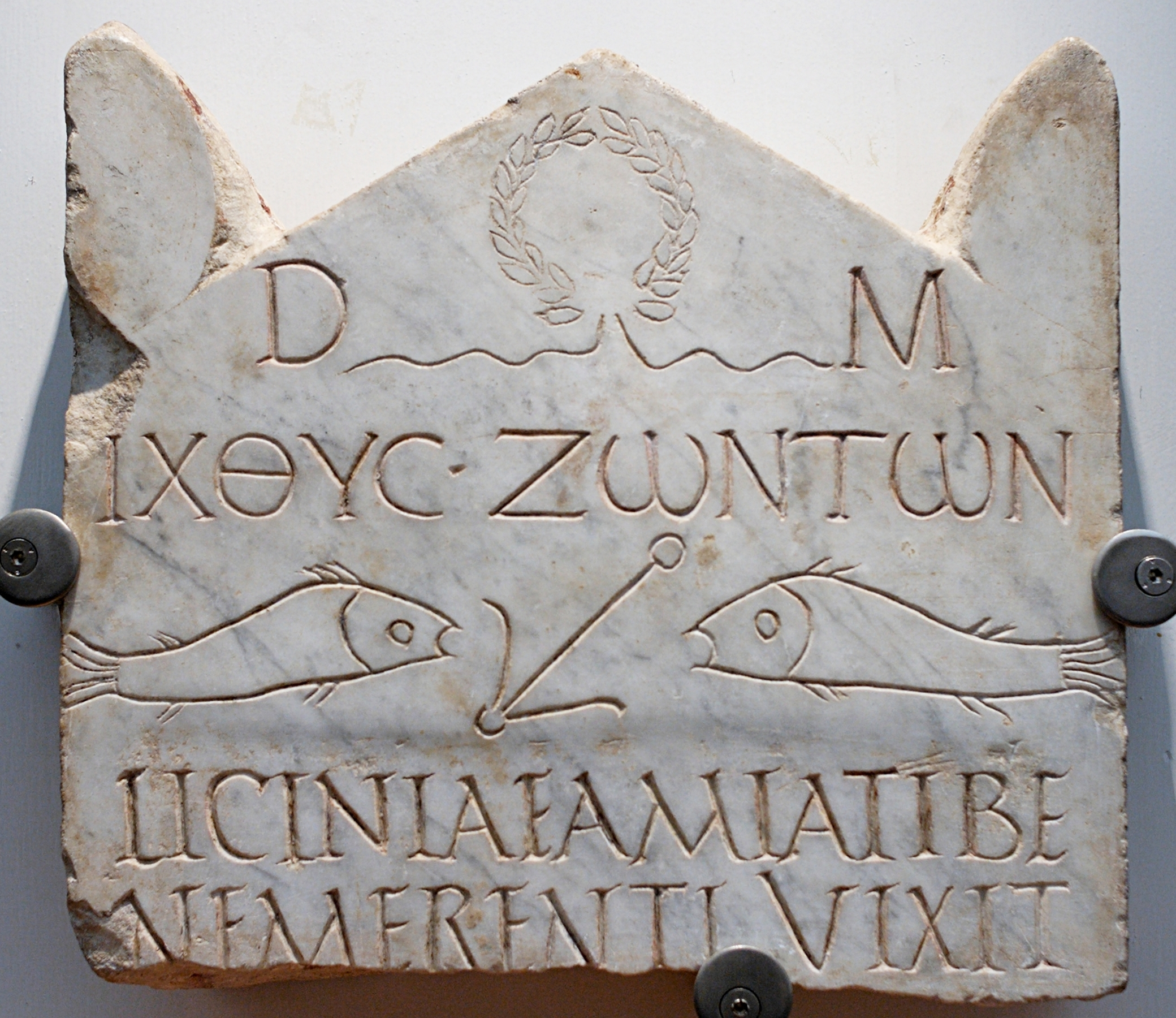
Estela funeraria de principios del (Museo Nacional Romano) en la que aparecen dos peces, motivo iconográfico utilizado por los primeros cristianos porque el acróstico ICHTYS, 'pez' en griego, indicaba su confesión de fe: «Jesús Cristo Hijo de Dios Salvador». También aparece la inscripción ΙΧΘΥϹ ΖΩΝΤΩΝ ("pez de los vivos").

Una prueba de la diversidad de las primeras comunidades cristianas es el hecho de que utilizaran diferentes confesiones de fe (formula fidei), cuya aceptación sellaba el compromiso del creyente con Dios y con la comunidad y que era recitada por el neófito cuando recibía el bautismo, el rito de iniciación que lo convertía en cristiano (también era recitado por los cristianos en tiempo de persecunción para reafirmar su fe). Se pueden distinguir tres tipos: las cristológicas («Jesús es el mesías», «Jesús es el Hijo de Dios» y otras similares), las binarias (cuando además de Jesús se menciona al Padre) y las ternarias (cuando al Padre y al Hijo se añade el Espíritu Santo; y que finalmente serían las más utilizadas). Las «trinitarias», que se diferencian de las ternarias en que desarrollan una teología de las personas divinas y no se limitan a citar las cualidades de los componentes de la Trinidad, no se emplearán hasta el siglo IV. Por otro lado, el modelo cristológico se reflejó en el acróstico ICHTYS, que significa 'pez' en griego, formado por las iniciales (en griego): «Jesús Cristo Hijo de Dios Salvador». De ahí que el pez fuera un símbolo muy utilizado por la iconografía inicial cristiana.
Las primeras creencias cristianas fueron proclamadas en kerygma (predicación), algunas de las cuales se conservan en las escrituras del Nuevo Testamento. Más de cuarenta iglesias ya habían sido establecidas hacia el año 100, la mayoría en Asia Menor (como las siete iglesias de Asia) y algunas en Grecia e Italia. Según Dunn, dentro de los diez años posteriores a la muerte de Jesús, «el nuevo movimiento mesiánico centrado en Jesús comenzó a modificarse en algo diferente [...] fue en Antioquía donde podemos comenzar a hablar del nuevo movimiento como "cristianismo"».

## Las actitud del Imperio romano hacia los cristianos: la persecución de Nerón del año 64
La imagen tradicional de la hostilidad de las autoridades del Imperio romano hacia los cristianos desde sus inicios no se corresponde con la realidad. Como ha señalado Ramón Teja, tras la ejecución de Jesús no parece que «las autoridades romanas se preocupasen más del asunto: fue un episodio más de las numerosas revueltas de la época provocadas por judíos con pretensiones mesiánicas que la autoridad romana dio por concluido». El cristianismo será considerado a partir de entonces como «una más de las religiones mistéricas procedentes del Oriente que prometían la salvación personal» y, aunque sus cultos serán vistos como bárbaros y absurdos, serán tolerados mientras no alteraran el orden público. De hecho, hasta mediados del siglo III no tuvo lugar la primera persecución generalizada. Además se considera exagerado el número de mártires de los dos primeros siglos que la tradición cristiana recogió en las Actas de los mártires.
La persecución de Nerón del año 64 fue un hecho aislado motivado por la decisión del emperador de culpar a los cristianos del Gran incendio de Roma. Fue la primera vez en que las autoridades romanas distinguían a los cristianos de los judíos. La noticia de la «persecución» procede del historiador romano Tácito que escribió a principios del siglo II y que calificó a la secta de los cristianos como una «execrable superstición».  En sus Anales relata que Nerón «presentó como culpables y sometió a refinadísimos castigos a aquellos que, odiados por sus crímenes, el pueblo denominaba cristianos». La tradición cristiana sostiene que dos de las víctimas fueron los apóstoles Pedro y Pablo, pero no existe ninguna prueba sólida de ello (ni siquiera está demostrado que Pedro hubiera estado alguna vez en Roma).
Los autores cristianos posteriores presentaron a Domiciano (81-96) como el segundo emperador perseguidor de los cristianos, pero sin ningún fundamento ya que, como ha señalado Ramón Teja, «sus víctimas, no sólo cristianos, lo fueron de su política marcada por la obsesión por afirmar su autoridad ante supuestos o reales complots contra su persona». En realidad la primera vez en que el Estado romano se ocupó del «problema cristiano» fue a principios del siglo II. El gobernador de Bitinia y Ponto, Plinio el Joven, preguntó al emperador Trajano cómo debía tratarlos, tras comprobar su «locura, pertinacia y obstinación inflexible». Trajano le respondió que solo debía castigarlos si había denuncias escritas y firmadas contra ellos y no actuar ni de oficio ni por denuncias anónimas («pues es cosa de pésimo ejemplo e impropia de nuestro tiempo») y además abrió la posibilidad de perdonar, «en gracia a su arrepentimiento», «a quien negare ser cristiano y lo ponga de manifiesto por obra, es decir, rindiendo culto a nuestros dioses, por más que ofrezca sospechas por lo pasado».
La respuesta de Trajano, que «no deja de ser ambigua» (como denunciará más tarde el apologeta cristiano Tertuliano: «establece que no hay que buscarlos, como si fueran inocentes, pero los manda castigar como si fuesen criminales»), «tiene una importancia enorme porque fija lo que será la postura de los emperadores romanos frente a la nueva religión durante los ciento cincuenta años siguientes», ha afirmado Ramón Teja. Además demuestra que no «existía ninguna disposición de carácter general contra los cristianos... No se consideraba a los cristianos, por el hecho de serlo, como política o socialmente peligrosos», añade Teja. Esa será la política que seguirá, por ejemplo, su sucesor Adriano, incluso con alguna garantía mayor (las acusaciones han de ser individuales y si se demuestran infundadas se debe condenar al acusador).

## Las primeras comunidades cristianas: organización y liturgia
Organización
Cuando se separaron de la sinagoga las comunidades cristianas formaron las suyas propias, que se denominaron «iglesias» (del griego ekklesía, 'asamblea', 'comunidad'), una por localidad, normalmente una ciudad. Sus miembros se reunían semanalmente —los domingos, el «día del Señor»— en casas particulares y solo a partir de la segunda mitad del siglo II comenzarán a celebrarse en edificios específicos. Como ha señalado Juan Antonio Estrada, «el cristianismo surgió como una religión sin templos». Una valoración compartida por José Fernández Ubiña: «los cristianos no mostraron interés por definir sus propios lugares de culto. Peregrinos de este mundo, decían ser ellos mismos el templo de Cristo y no necesitar lugar alguno para su veneración».
Juan Antonio Estrada ha destacado asimismo que el cristianismo «fue también una religión de laicos, aunque hubiera cargos y funciones». Es sintomático que las siete epístolas de Pablo consideradas auténticas estén dirigidas a las comunidades no a personas concretas. «El sacerdocio dejó de ser una dignidad y se transformó en una forma de ser y de vivir que afectaba a todos... Ya no había mediadores ni sacerdotes dentro de la comunidad, ni siquiera inicialmente una consagración sacerdotal aparte de la del bautismo». Así pues, «toda la comunidad era laica y sacerdotal al mismo tiempo... Como movimiento comunitario, carismático y laico, no había templos ni sacerdotes, porque la comunidad era ambas cosas». «Estas características, que cambiaron progresivamente desde la segunda mitad del siglo II, explican el rechazo que inicialmente produjeron los cristianos tanto en los judíos como entre los ciudadanos del Imperio romano. Se les acusaba de ateos, de gente sin religión y de impíos precisamente por la ruptura que presentaban con las tradiciones religiosas de la época», concluye Juan Antonio Estrada. Por otro lado  también explica que cada «iglesia» tuviera «su teología, su concepción comunitaria, su liturgia y su cuerpo jurídico», diferenciado de las demás. Se trataba de un «cristianismo plural».
Los cultos eran dirigidos por los «presbíteros» (del griego presbýteroi, 'los más ancianos') que eran los miembros de la comunidad que conocían mejor los escritos sagrados, de ahí que también fueran ellos los que los comentaran y explicaran, aunque a diferencia de los apóstoles y los «profetas», que habían conocido a Jesús o a sus discípulos directos, no necesariamente estaban revestidos de «carisma» o gracia otorgada por Dios para llevar a cabo su misión. Junto a los «presbíteros» se encontraban los «diáconos», encargados de los asuntos materiales de la comunidad, como atender a los pobres, a las viudas y a los cristianos de otras comunidades que los visitaban. En ocasiones sus actividades eran supervisadas por un «obispo» (del griego epískopos, 'vigilante', 'inspector') que más adelante llegaría a representar a la comunidad ante otras comunidades o ante las autoridades políticas. Las comunidades grandes llegaron a tener varios obispos.  En cuanto al procedimiento de designación de presbíteros, diáconos y obispos «no había una praxis única, ni una única teología legitimadora, sino variedad, según las iglesias y las circunstancias», ha señalado Juan Antonio Estrada.
Conforme la esperada parusía, o segunda venida de Cristo, se retrasaba, las comunidades cristianas fueron acentuando su carácter ético y testimonial. «El cristianismo se convirtió en una forma de vida con pretensiones de ejemplaridad, asimilando las perspectivas de la sociedad romana... Había que ser simultáneamente buen ciudadano y buen cristiano», ha señalado Juan Antonio Estrada. Frente a las posiciones más radicales que pregonaban la ruptura con el Imperio romano —en el Evangelio de Juan y en el Apocalipsis hay muchas alusiones contra el poder imperial— se impuso la posición «conservadora» de la integración social y el acatamiento de las autoridades políticas, no exenta de conflictos, como puso de manifiesto la persecución de Nerón del año 64 o que el mismo nombre de «cristiano» fuera suficiente para acusar a personas ante el poder imperial. No es casual que entre los vicios los cristianos destacaran la desobediencia. «El cristianismo no cambió el orden social existente, que incluía la la propiedad de esclavos», ha señalado Juan Antonio Estrada.
Los primeros cristianos se llamaban entre sí «hermanos» y una palabra habitual para designar a la comunidad era la de «fraternidad». Se llegó a plantear como ideal la puesta en común de los bienes pero se estuvo lejos de alcanzarlo, aunque se tradujo en colectas para atender a los pobres, un eficaz elemento, por otro lado, de propaganda cristiana en la sociedad romana, así como en la importancia que se concedió a la hospitalidad entre las iglesias.
Liturgia
Las primeras comunidades desarrollaron muy poco la liturgia. Al principio imitaron el ritual de las sinagogas (lectura y comentario de la sagrada escritura, cánticos colectivos) al que se añadía una comida comunitaria —la «comida del Señor»—, en conmemoración de la muerte y resurrección de Cristo. Se iniciaba con la fracción del pan y una bendición o acción de gracias (eukharistía, en griego), que se repetía al final durante la consumición del vino. Solo más adelante se separará la comida fraternal, que irá perdiendo su carácter religioso, del ritual de la fracción del pan y de la consumación del vino, una ceremonia específica que rememoraba la Última Cena de Jesús y que se denominará eucaristía, y en la que también se leerán y comentarán las Escrituras. A partir del siglo II estas «asambleas eucarísticas» serán presididas por el obispo o los presbíteros y remitirán al significado martirial de vida y muerte de Jesús. Sin embargo, no fue hasta el siglo III cuando comenzarán las elucubraciones teológicas «acerca de su carácter sacramental, de su simbología cristológica y soteriológica, de la que ya adelantó Pablo ideas fundamentales, y de su trascendencia espiritual para el individuo que participara en los mismos y entrara así en comunión con Cristo y su Iglesia».
Al principio a los que querían convertirse solo se les pedía que reconociesen a Cristo como el Mesías o Hijo de Dios y con él al Espíritu Santo, y a continuación recibían el bautismo, el rito de iniciación heredado del judaísmo. En cierto momento se implantó el catecumenado, es decir, la instrucción previa del aspirante, que incluía la ascesis, la oración y el ayuno al que debía someterse durante varios días. Más tarde el catecumenado se amplió a tres años y los obispos o los presbíteros fueron los únicos autorizados a administrar el bautismo (sólo en casos excepcionales, como el de un enfermo grave, se permitirá administrarlo a un laico). También se generalizaría la costumbre de celebrar el bautismo el domingo de Pascua.
Pablo dice en la primera epístola a los corintios (1 Corintios 15:3–8):

Porque primeramente os he enseñado lo que asimismo recibí: Que Cristo murió por nuestros pecados, conforme a las Escrituras; y que fue sepultado, y que resucitó al tercer día, conforme a las Escrituras; y que apareció a Cefas, y después a los doce. Después apareció a más de quinientos hermanos a la vez, de los cuales muchos viven aún, y otros ya duermen. Después apareció a Jacobo; después a todos los apóstoles; y al último de todos, como a un abortivo, me apareció a mí.

Cristología
Dos cristologías fundamentalmente diferentes se desarrollaron en la Iglesia primitiva, a saber, una cristología «baja» o «adopcionista» , y una cristología «alta» o «de la encarnación». La cronología del desarrollo de estas primeras cristologías es un tema de debate dentro de la erudición contemporánea. Según Ehrman, estas dos cristologías existieron una al lado de la otra.
La «cristología baja» o «cristología adopcionista» es la creencia «de que Dios exaltó a Jesús para ser su Hijo al resucitarlo de entre los muertos», elevándolo así al «estado divino». De acuerdo con el «modelo evolutivo» o «teorías evolutivas», la comprensión cristológica de Cristo se desarrolló con el tiempo, como se atestigua en los Evangelios, con los primeros cristianos creyendo que Jesús era un ser humano exaltado o adoptado como el Hijo de Dios cuando resucitó. Las creencias posteriores desplazaron la exaltación a su bautismo, nacimiento y, posteriormente, a la idea de su existencia eterna, como lo atestigua el Evangelio de Juan. Este modelo evolutivo fue muy influyente, y la «cristología baja» ha sido considerada como la cristología más antigua.
La «cristología alta», la otra cristología temprana, consiste en «la opinión de que Jesús era un ser divino preexistente que se hizo humano, hizo la voluntad del Padre en la Tierra, y luego fue llevado de regreso al cielo de donde había venido originalmente» y desde donde apareció en la Tierra. La mayoría de estudiosos señalan que esta «cristología alta» ya existía antes de los escritos de Pablo. Esta «cristología de la encarnación» o «cristología alta» no evolucionó durante mucho tiempo, sino que fue un «gran estallido» de ideas que ya estaban presentes al comienzo del cristianismo, y tomó forma en las primeras décadas de la iglesia.
Según Hurtado, defensor de una cristología alta temprana, la devoción a Jesús como divino se originó en el cristianismo judío temprano, y no más tarde o bajo la influencia de las religiones paganas y los conversos gentiles. Las cartas paulinas, que son los primeros escritos cristianos, ya muestran «un patrón bien desarrollado de devoción cristiana [...] ya convencionalizado y aparentemente no controvertido».
Expectativas escatológicas
Ehrman y otros estudiosos creen que los primeros seguidores de Jesús esperaban la instalación inmediata del Reino de Dios, pero que a medida que pasaba el tiempo sin que esto ocurriera, esto condujo a un cambio en las creencias. Con el tiempo, la creencia de que la resurrección de Jesús marcó la inminente venida del Reino de Dios cambió a la creencia de que la resurrección confirmó el estado mesiánico de Jesús, y la creencia de que Jesús regresaría en algún momento indeterminado en el futuro, la Segunda Venida, anunciando el tiempo final esperado.
Cuando el Reino de Dios no llegó, las creencias de los cristianos cambiaron gradualmente a la expectativa de una recompensa inmediata en el cielo después de la muerte, en lugar de un futuro reino divino en la Tierra, a pesar de que las iglesias continúan usando las declaraciones de creencias de los principales credos en un próximo día de resurrección y el mundo por venir.

## Las mujeres en las primeras comunidades cristianas
Jesús de Nazaret se apartó de la tradición judía respecto a las mujeres ya que abogó por una concepción igualitaria en deberes y derechos y rechazó que las diferencias de sexo tuvieran relevancia ante Dios (Mt 22: 23-30). De hecho entre los que siguieron sus predicaciones hubo muchas mujeres.
En las primeras comunidades hubo mujeres diáconos (diaconisas) y hasta una apóstol Junia, mencionada por Pablo en la epístola a los romanos (Rom 16:7). También destacan las viudas, de funciones no bien definidas, atendidas por las comunidades. No hay ninguna alusión a mujeres sacerdotes, lo cual es lógico porque en el siglo I toda la comunidad era sacerdotal. Sin embargo, como ha señalado Juan Antonio Estrada, «el estatuto público de la mujer en una sociedad patriarcal [como la romana] hacía muy difícil que las mujeres, como los esclavos, pudieran acceder a cargos ministeriales importantes». Este autor también ha destacado que «no había un consenso respecto del estatuto y funciones de las mujeres en las comunidades», aunque la imagen conservadora de la mujer (esposa obediente al marido; «madre que se salvará por la crianza de los hijos») se iría imponiendo en la senda del patriarcalismo judío cimentado en el «pecado de Eva».
En los dos siglos siguientes se menciona a las diaconisas, pero no como diáconos, sino como auxiliares en la ceremonia del bautismo de las mujeres ya que el ritual exigía que se desnudasen cuando entraran en la pila bautismal y así no eran vistas ni tocadas por ningún varón.

## Primeros escritos ortodoxos: los Padres Apostólicos
Los Padres de la Iglesia son los primeros e influyentes teólogos y escritores cristianos, particularmente los de los primeros cinco siglos de la historia cristiana. Los primeros Padres de la Iglesia, dentro de dos generaciones después de los Doce Apóstoles, generalmente se denominan Padres Apostólicos por supuestamente conocer y estudiar personalmente bajo los apóstoles. Los Padres Apostólicos más importantes son Clemente de Roma (m. 99 d. C.), Ignacio de Antioquía (m. 98 a 117 d. C.) y Policarpo de Esmirna (69–155 d. C.). Sus escritos incluyen la Epístola de Bernabé y las dos Epístolas de Clemente. La Didajé y el Pastor de Hermas generalmente se colocan entre los escritos de los Padres Apostólicos, aunque sus autores son desconocidos.
En conjunto, la colección destaca por su simplicidad literaria, celo religioso y falta de filosofía o retórica helenística. Contienen pensamientos tempranos sobre la organización de la ekklēsia cristiana y son testigos del desarrollo de una estructura de la Iglesia primitiva.
En su primera epístola, Clemente de Roma llama a los cristianos de Corinto a mantener la armonía y el orden. Algunos ven su epístola como una afirmación de la autoridad de Roma sobre la iglesia en Corinto y, por implicación, el comienzo de la supremacía papal. Clemente se refiere a los líderes de la iglesia de Corinto en su carta como obispos y presbíteros indistintamente, y también establece que los obispos deben guiar al rebaño de Dios en virtud del pastor principal (presbítero), Jesucristo. Ignacio de Antioquía abogó por la autoridad del episcopado apostólico (obispos).
La Didajé (finales del siglo I) es una obra anónima judeocristiana. Es un manual pastoral que trata sobre las lecciones cristianas, los rituales y la organización de la Iglesia, partes de los cuales pueden haber constituido el primer catecismo escrito, «que revela más sobre cómo los judeocristianos se veían a sí mismos y cómo adaptaron su judaísmo para los gentiles que cualquier otro libro en las Escrituras cristianas».

## Separación del cristianismo primitivo y el judaísmo

### Separación del judaísmo
Existió un abismo que crecía lentamente entre los cristianos gentiles, y los judíos y los cristianos judíos, en lugar de una división repentina. Aunque comúnmente se cree que Pablo estableció una iglesia gentil, tomó siglos para que se manifestara una división completa. Las crecientes tensiones condujeron a una separación más marcada, que fue prácticamente completa cuando los cristianos judíos se negaron a unirse a la revuelta judía de Bar Kojba de 132. Ciertos eventos se perciben como fundamentales en la creciente brecha entre el cristianismo y el judaísmo.
La destrucción de Jerusalén y la consiguiente dispersión de judíos y cristianos judíos de la ciudad (después de la revuelta de Bar Kojba) puso fin a cualquier preeminencia del liderazgo judeocristiano en Jerusalén. El cristianismo primitivo se separó más del judaísmo para establecerse como una religión predominantemente gentil, y Antioquía se convirtió en la primera comunidad cristiana gentil.
A menudo se menciona que el hipotético concilio de Jamnia (c. 85) condenó a todos los que afirmaban que el Mesías ya había venido, y al cristianismo en particular, excluyéndolos de asistir a la sinagoga. Sin embargo, la oración formulada en cuestión (birkat ha-minim) es considerada por otros eruditos como irrelevante en la historia de las relaciones judías y cristianas. Hay poca evidencia de la persecución judía de los «herejes» en general, o de los cristianos en particular, en el período comprendido entre 70 y 135. Es probable que la condena de Jamnia incluyera muchos grupos, de los cuales los cristianos eran solo uno más, y no necesariamente significaba excomunión. Que algunos de los padres de la iglesia posteriores solo recomendaran en contra la asistencia a la sinagoga hace improbable que una oración anticristiana fuera una parte común de la liturgia de la sinagoga. Los cristianos judíos continuaron adorando en las sinagogas durante siglos.
A finales del siglo I, el judaísmo era una religión legal con la protección de la ley romana, que se desarrolló en compromiso con el estado romano durante dos siglos. Por el contrario, el cristianismo no se legalizó hasta el Edicto de Milán en 313. Los judíos observantes tenían derechos especiales, incluido el privilegio de abstenerse de los ritos cívicos paganos. Los cristianos fueron identificados inicialmente como parte de la religión judía, pero a medida que se hicieron más distintos, el cristianismo se convirtió en un problema para los gobernantes romanos. Alrededor del año 98, el emperador Nerva decretó que los cristianos no tenían que pagar el impuesto anual sobre los judíos, reconociéndolos efectivamente como un grupo distinto al judaísmo rabínico. Esto abrió el camino para que los cristianos fueran perseguidos por desobediencia al emperador, ya que se negaban a adorar al panteón estatal.
Desde c. 98 en adelante se hace evidente una distinción entre cristianos y judíos en la literatura romana. Por ejemplo, Plinio el Joven postula que los cristianos no son judíos ya que no pagan el impuesto, en sus cartas a Trajano.

### Rechazo posterior del cristianismo judío
Los cristianos judíos constituían una comunidad separada de los cristianos paulinos, pero mantenían una fe similar, que solo difería en la práctica. En los círculos cristianos, el nombre de «nazareno» se utilizó posteriormente como una etiqueta para aquellos fieles a la ley judía, en particular para una determinada secta. Estos cristianos judíos, originalmente el grupo central en el cristianismo, que generalmente tenían las mismas creencias, excepto en su adhesión a la ley judía, no fueron considerados herejes hasta el dominio de la ortodoxia en el siglo IV. Los ebionitas pueden haber sido un grupo disidente de nazarenos, con desacuerdos sobre la cristología y el liderazgo. Los cristianos gentiles los consideraban creencias poco ortodoxas, particularmente en relación con sus puntos de vista sobre Cristo y los conversos gentiles. Después de la condena de los nazarenos, el término «ebionita» se usaba a menudo como peyorativo general para todas las «herejías» relacionadas.
Hubo un «doble rechazo» posterior a Nicea de los cristianos judíos por el cristianismo gentil y el judaísmo rabínico. El verdadero fin del antiguo cristianismo judío ocurrió recién en el siglo V. El cristianismo gentil se convirtió en el hilo dominante de la ortodoxia y se impuso en los santuarios cristianos (anteriormente judíos), tomando el control total de esas casas de culto a fines del siglo V.